# Алексеев, Зиновий Нестерович
Зиновий Нестерович Алексеев (12 ноября 1899 года, Харьков — 18 июня 1971 года, Курск) — советский военный деятель, генерал-майор (1943 год).

## Начальная биография
Зиновий Нестерович Алексеев родился 12 ноября 1899 года в Харькове.

## Военная служба

### Гражданская война
С марта 1919 года служил в рядах РККА.
В ходе Гражданской войны служил красноармейцем 37-го Украинского полка 5-й армии и 272-го стрелкового полка. Воевал на Восточном фронте против войск под командованием адмирала Колчака.
В июне 1920 года был назначен на должность заведующего хозяйством санитарного поезда № 113 4-й армии Западного фронта, затем — на должность военного комиссара санитарной летучки № 580 Санитарного управления Украины и Крыма.

### Межвоенное время
С февраля 1922 года служил на должностях политрука пулемётной команды 69-го стрелкового полка и политрука роты 67-го стрелкового полка в 51-й Перекопской стрелковой дивизии (Украинский военный округ).
С октября 1926 года учился в Киевской Объединенной военной школе, которую окончил в 1928 году, после чего служил на должностях помощника командира роты, командира и политрука роты в 133-м стрелковом полку Украинского Военного Округа.
С апреля 1931 года учился в Военной академии имени М. В. Фрунзе, по окончании которой в 1934 году был назначен на должность заместителя военного коменданта железнодорожного участка и станции Ленинград-Варшавская Октябрьской железной дороги.
В марте 1936 года Алексеев был назначен на должность начальника штаба управления начальника и временно исполняющего должность начальника военно-транспортного склада № 1 Ленинградского Военного Округа, в 1938 году — на должность начальника 1-го отделения штаба, затем — на должность начальника штаба 56-го стрелкового корпуса Ленинградского Военного Округа, а в конце 1938 года — на должность начальника штаба 18-й стрелковой дивизии. Принимал участие в советско-финской войне, находясь на должности помощника начальника штаба стрелкового корпуса. Указом ПВС СССР от 20 мая 1940 года, за мужество и героизм в боях был награждён орденом Красного Знамени. В августе 1940 года был назначен на должность начальника штаба 71-й стрелковой дивизии Ленинградского Военного Округа (г. Петрозаводск).

### Великая Отечественная война
В начале Великой Отечественной войны Алексеев находился на прежней должности на Северном фронте.
С 16 августа по 28 октября 1941 года командовал 3-й Ленинградской стрелковой дивизией народного ополчения (Фрунзенский район) в составе Ленинградской армии народного ополчения. В октябре был ранен и госпитализирован, после завершения лечения Алексеев находился в распоряжении командующего 7-й отдельной армией. В декабре был назначен на должность начальника отдела боевой подготовки штаба этой армии, а в январе 1942 года — на должность начальника штаба оперативной группы этой же армии, ведшей бои северо-западнее Петрозаводска.
С июня Алексеев исполнял должность начальника штаба 4-го гвардейского стрелкового корпуса (Волховская группа войск, Ленинградский фронт). В октябре 1942 года был назначен на должность начальника штаба, а в мае 1943 года — на должность командира 272-й стрелковой дивизии, которая вела оборону на рубеже между Онежским и Ладожским озёрами. Дивизия принимала участие в ходе Свирско-Петрозаводской наступательной операции и освобождении города Питкяранта.
5 июля 1944 года за мужественные умелые действия и проявленный при этом личный героизм был представлен к званию Герой Советского Союза, но награждён орденом Суворова 2-й степени.
С июля 1944 года генерал-майор Алексеев исполнял должность командира 127-го легкого горнострелкового корпуса. С 3 по 28 сентября командовал 133-м стрелковым корпусом (19-я армия), а 29 сентября был назначен на должность командира 131-го стрелкового корпуса (14-я армия, Карельский фронт), участвовавшим в ходе Петсамо-Киркенесской наступательной операции и освобождения Петсамо. В ходе этой операции 131-й стрелковый корпус под командованием Алексеева наряду с 99-м стрелковым корпусом вёл наступление, находясь на главном ударе армии восточнее Луостари и Какури, прорвав за три дня оборону противника. Корпус в условиях Заполярья прошёл с боями 150 км, выйдя на государственную границу с Норвегией в районе города Киркенес.
За отличное руководство и проведение наступательных боев корпуса по прорыву вражеской обороны и разгрому крупных узлов сопротивления, а также проявленные при этом мужество и самоотверженность генерал-майор Зиновий Нестерович Алексеев был награждён орденом Кутузова 2 степени.
С октября 1944 года проходил лечение в госпитале, после чего состоял в распоряжении ГУК Народного комиссариата обороны СССР.

### Послевоенная карьера
С окончанием войны генерал-майор Алексеев командовал 327-й стрелковой дивизией, в марте 1946 года был назначен на должность начальника Уссурийского суворовского военного училища, а в мае 1951 года — на должность начальника Объединенных КУОС Архангельского военного округа.
В августе 1953 года генерал-майор Зиновий Нестерович Алексеев вышел в отставку. Умер 18 июня 1971 года в Курске.

## Награды
- орден Ленина (21.02.1945);
- три ордена Красного Знамени (20.05.1940, 03.11.1944, 20.06.1949);
- орден Суворова 2 степени (12.07.1944);
- орден Кутузова 2 степени (02.11.1944);
- медали[4].

## Почётный гражданин
Алексеев Зиновий Нестерович был удостоен  Звания «Почётный гражданин города Тихвина и Тихвинского района» (23.11.1966).